# Linea di successione al trono di Danimarca

Lo stemma della monarchia danese.

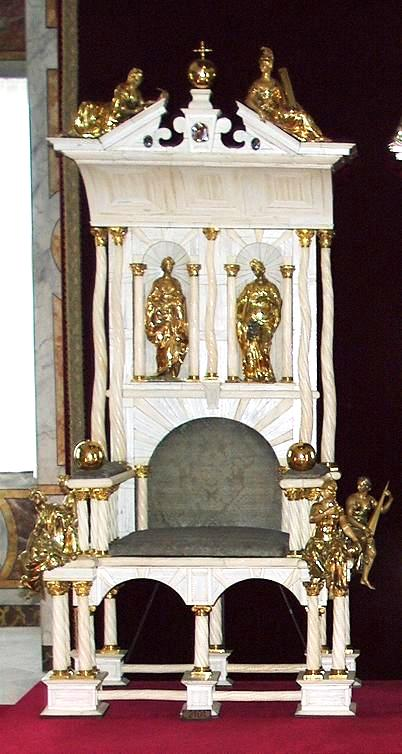
Il trono dell'unzione della Danimarca.

La linea di successione al trono di Danimarca (Den danske tronfølge) si basa sulla legge di successione del 27 marzo 1953, che limita il trono ai discendenti legittimi del re Cristiano X di Danimarca e di sua moglie, la regina Alessandrina.
Essa si basava sul criterio di preferenza degli eredi maschi e permetteva alle donne di salire al trono solo se non avevano fratelli e solo se non c'erano altri discendenti. Dall'8 giugno 2009, invece, la legge è stata modificata e la successione spetta al primogenito, indipendentemente dal sesso.
I principi perdono i loro diritti di successione se si sposano senza il permesso del sovrano. Inoltre, se il sovrano dà l'approvazione ad un matrimonio, può eventualmente imporre condizioni che debbono essere rispettate dagli eredi per avere diritti di successione. Le persone nate al di fuori del matrimonio sono escluse dalla successione.
La costituzione danese del 5 giugno 1953 stabilisce che il Folketing può eleggere un re e può determinare una nuova linea di successione nel caso in cui non ci fossero più discendenti del re Cristiano X di Danimarca e di sua moglie, la regina Alessandrina.

## Linea di successione
La linea di successione la trono di Danimarca è la seguente:
- Sua maestà re Federico IX di Danimarca (1899-1972), primo figlio di Cristiano X di Danimarca
  -  Sua maestà la regina Margherita II di Danimarca, nata nel 1940, prima figlia di re Federico IX di Danimarca 
    -  Sua maestà il re Federico X di Danimarca, nato nel 1968, primo figlio della regina Margherita II di Danimarca e attuale sovrano della Danimarca
      - 1. Sua altezza reale il principe ereditario Cristiano di Danimarca, conte di Monpezat, nato nel 2005, primo figlio del re Federico X
      - 2. Sua altezza reale la principessa Isabella di Danimarca, contessa di Monpezat, nata nel 2007, prima figlia del re Federico X
      - 3. Sua altezza reale il principe Vincent di Danimarca, conte di Monpezat, nato nel 2011, secondo figlio del re Federico X
      - 4. Sua altezza reale la principessa Josephine di Danimarca, contessa di Monpezat, nata nel 2011, seconda figlia del re Federico X

    - 5. Sua altezza reale il principe Gioacchino di Danimarca, conte di Monpezat, nato nel 1969, secondo figlio della regina Margherita II
      - 6. Sua eccellenza il conte Nikolai di Monpezat, nato nel 1999, primo figlio del principe Gioacchino
      - 7. Sua eccellenza il conte Felix di Monpezat, nato nel 2002, secondo figlio del principe Gioacchino
      - 8. Sua eccellenza il conte Henrik di Monpezat, nato nel 2009, terzo figlio del principe Gioacchino
      - 9. Sua eccellenza la contessa Athena di Monpezat, nata nel 2012, figlia del principe Gioacchino

  - 10. Sua altezza reale la principessa Benedetta di Danimarca, nata nel 1944, seconda figlia di Federico IX di Danimarca e sorella della regina Margherita II

Legenda:
- : simbolo di un sovrano precedente.
- : simbolo del sovrano regnante.